# Hidroxinefazodona
La hidroxinefazodona es un compuesto de fenilpiperazina y un metabolito principal del antidepresivo nefazodona. Tiene una actividad biológica similar y una vida media de eliminación similar (1,5 a 4 horas) a los de la nefazodona, y puede contribuir significativamente a sus efectos.